# Charles Veach
Charles Lacy Veach (Chicago, 18 september 1944 – Houston, 3 oktober 1995) was een Amerikaans ruimtevaarder. Veach zijn eerste ruimtevlucht was STS-39 met de spaceshuttle Discovery en vond plaats op 28 april 1991. Tijdens de missie werden een aantal experimenten uitgevoerd voor het Amerikaanse Ministerie van Defensie.
Veach maakte deel uit van NASA Astronautengroep 10. Deze groep van 17 ruimtevaarders begon hun training in 1984 en had als bijnaam The Maggots.
In totaal heeft Veach twee ruimtevluchten op zijn naam staan. Hij stierf in 1995 aan de gevolgen van kanker.